# The Night the Sun Came Up
The Night the Sun Came Up è l'album di debutto della cantante statunitense Dev che è stato pubblicato originariamente il 31 agosto 2011 in Australia e il 2 settembre in Europa. Per gli Stati Uniti invece, sotto richiesta della cantante di aggiungere nuovi brani, è stato rivalutato l'album. Tuttavia Amazon.com ha successivamente annunciato che la ristampa dell'album sarebbe uscita definitivamente in tutto il mondo il 26 marzo 2012.
La produzione del disco è avvenuta principalmente nel gennaio 2011 in Costa Rica. L'album è stato interamente prodotto dai The Cataracs e pubblicato sotto le etichette discografiche Universal Republic e Indie-pop.
In aggiunta ai suoi singoli e alla pubblicazione dell'album, Dev ha realizzato dei video promozionali per le canzoni "Kiss My Lips", "Lightspeed", "Dancing Shoes", "In My Trunk", "Me" e "Take Her From You" quest'ultima presente nella prima versione dell'album.

## Copertina
La prima versione della copertina dell'album aveva come caratteristiche lo sfondo viola, e la posizione del sole e della luna rispettivamente in basso e in alto. Per la ristampa invece l'album assumerà caratteristiche diverse, il colore dello sfondo diventerà rosa, e la posizione del sole e della luna verrà invertito.

## Vendite e critiche
L'album ha generalmente ricevuto critiche positive dai critici musicali contemporanei. Negli Stati Uniti l'album ha debuttato alla sessantunesima posizione nella Billboard 200 nella settimana del 14 aprile 2012 vendendo circa 7 000 copie. L'album ha inoltre debuttato in Canada e in Inghilterra.

## Tracce
- International CD[2]

1. Getaway – 2:21 (Devin Tailes, Niles Hollowell-Dhar, David Singer-Vine)
2. In My Trunk – 3:18 (Devin Tailes, Niles Hollowell-Dhar, David Singer-Vine)
3. Me – 3:37 (Devin Tailes, Niles Hollowell-Dhar, David Singer-Vine)
4. Naked (feat. Enrique Iglesias) – 3:58 (Devin Tailes, Enrique Preysler, Niles Hollowell-Dhar, David Singer-Vine)
5. Lightspeed – 4:00 (Devin Tailes, Niles Hollowell-Dhar, David Singer-Vine)
6. Breathe – 3:40 (Devin Tailes, Niles Hollowell-Dhar)
7. Dancing Shoes – 5:03 (Devin Tailes, Niles Hollowell-Dhar)
8. Perfect Match – 3:19 (Devin Tailes, Niles Hollowell-Dhar, David Singer-Vine)
9. In the Dark – 3:48 (Devin Tailes, Niles Hollowell-Dhar, David Singer-Vine)
10. Kiss My Lips (feat. Fabolous) – 3:51 (Devin Tailes, Niles Hollowell-Dhar, David Singer-Vine)
11. Shadows – 4:23 (Devin Tailes, Niles Hollowell-Dhar)
12. Don't Hurt It (feat. Timbaland) – 4:01 (Devin Tailes, Niles Hollowell-Dhar, David Singer-Vine)

Durata totale: 45:19
Traccia bonus canadese e europea
1. Bass Down Low (ft. The Cataracs) (Devin Tailes, Niles Hollowell-Dhar, David Singer-Vine) - 3:30

Durata totale: 48:39

## Classifiche
| Classifica (2011-12) | Posizione |
| -------------------- | --------- |
| Canada               | 67        |
| Regno Unito          | 136       |
| Stati Uniti          | 61        |

## Pubblicazione
| Paese     | Data          | Formato               |
| --------- | ------------- | --------------------- |
| Europa    | 23 marzo 2012 | Download digitale     |
| Australia | 23 marzo 2012 | Download digitale     |
| America   | 26 marzo 2012 | CD, download digitale |

## Brani scartati
La produzione dell'album è iniziata nel Gennaio 2011 in Costa Rica. Dopo essere stato rinviato molte volte si è deciso di scartare alcune canzoni dall'album, Dev ha affermato in varie interviste di aver registrato molte canzoni (alla fine solamente 13 canzoni sono entrate parte del progetto). Alcune canzoni si possono trovare in rete, di seguito la lista:
1. Killer
2. Monster
3. Hustle Like a Lady
4. Lying Next To Me
5. Stay Awake
6. Don't Say That Word
7. Just Another Day
8. Heatstroke